# ألفورد (فلوريدا)
ألفورد (بالإنجليزية: Alford)‏ هي مدينة أمريكية تقع في ولاية فلوريدا. تبلغ مساحة هذه المدينة 3.4 (كم²)،ويبلغ عدد سكانها 489 نسمة حسب إحصاء سنة 2010 م 489.